# Nicolas-Claude Fabri de Peiresc
 Nicolau-Claudi Fabri de Peiresc  (Beujanciá, Provença, 1 de desembre de 1580 - Ais de Provença, 24 de juny de 1637) va ser un astrònom i botànic francès. Estudiós i erudit de diverses disciplines, va mantenir una freqüent correspondència amb altres científics i intel·lectuals del seu temps (fins i tot amb pintors com Rubens) i va saber organitzar amb èxit algunes entre les primeres expedicions d'investigació científica. Resulta ampli el camp de les seves investigacions, entre les quals destaca la seva obstinació per determinar la diferència de longitud de diverses zones al llarg del Mediterrani (algunes al Nord d'Àfrica)

## Formació i ofici
Es va educar a Ais de Provença, Avinyó i a l'Institut superior dels jesuïtes en Tournon-sur-Rhône. A Toló, per primera vegada, va començar a interessar-se en l'astronomia. Va emprendre un viatge a Itàlia i Suïssa i per França el 1599 i finalment va concloure els seus estudis legals en Montpeller (1604). Després de rebre el seu diploma, va tornar a Ais i va heretar la posició del seu oncle al Parlament de Provença, amb el títol de conseller, immediatament sota el president del Parlament, Guillaume du Vaira. Tots dos van viatjar junts a París entre 1605 i 1606 i després el 1607 i 1615. Unit a això es va dedicar a treballar com advocat a Ais.

## Un savi amb interessos molt variats

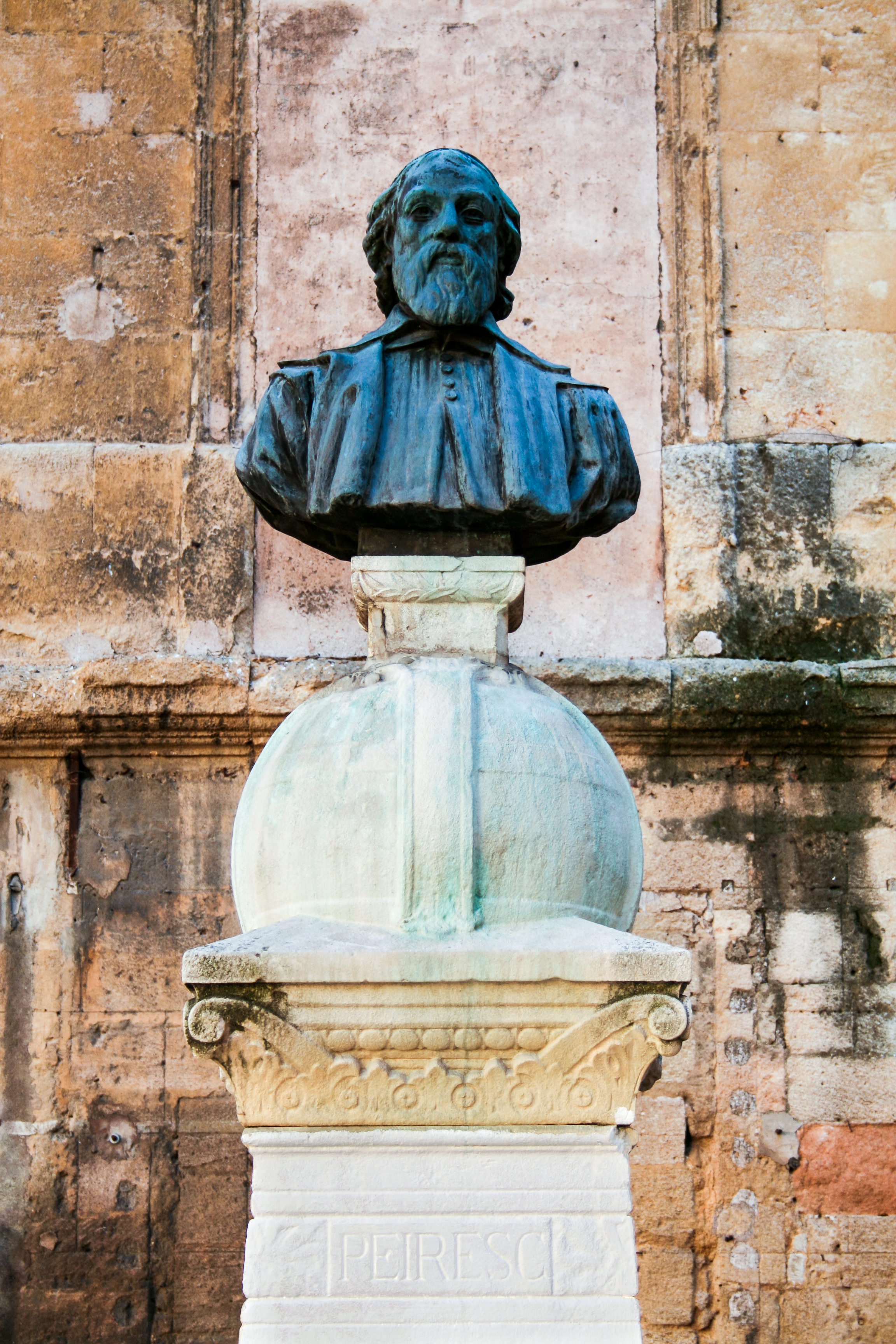
Bust de Nicolas-Claude Fabri de Peiresc a Ais de Provença.

El 1610, el seu protector, Du Vaira, va adquirir un telescopi, que Peiresc i Joseph Gaultier van usar per observar el cel, incloent-hi els satèl·lits galileans. Nicolau-Claude va descobrir la nebulosa d'Orió; Gaultier va ser la segona persona que la va observar amb el telescopi. Aquest descobriment va caure en l'oblit fins a 1916, quan Guillaume Bigourdan va anunciar públicament el fet. Per determinar amb més precisió les longituds costaneres mediterrànies, va coordinar l'observació de l'eclipsi de Lluna del dia 28 agost 1635 al llarg de la Mediterrània, això li va permetre veure que la longitud d'aquest mar era gairebé 1000 km menor del que es creia fins al moment. Es va dedicar també a la fisiologia fent experiments amb cadàvers humans i de gats, a la numismàtica, arqueologia, ecologia o egiptologia entre d'altres activitats científiques.
Després de la seva segona estada a París, va tornar a Provença per servir com a senador de la cort. Va ser mecenes de ciències i arts, va estudiar els fòssils i allotjar a l'astrònom Gassendi des 1634 fins a 1637. La seva xarxa de corresponsals epistolars (s'escrivia fins i tot amb Thomas d'Arcos, captiu a la Regència de Tunis) era estremament ampla.

## Mort i posteritat
Va morir el 24 juny 1637 a Ais de Provença. Es van trobar 17.000 antiguitats a casa entre medalles, monedes, estàtues, etc. Després de la seva mort es va fer un llibre commemoratiu anomenat «Panglossia» en què diversos intel·lectuals de tot Europa es lamentaven de la pèrdua: els escrits estaven cada un en la seva llengua i es van reunir finalment 40 llengües en el llibre (d'aquí el seu nom de panglossia). Va ser editat pel cardenal Francesco Barberini a Roma.
Les seves cartes es conserven a les biblioteques Méjanes d'Ais de Provença i Inguimbertine de Carpentras.
Fou honorat el 1935, quan la societat astronòmica internacional li va dedicar un dels cràters de la Lluna, batejant com  Peirescius , derivació de la traducció llatina del seu nom (46.5S, 67.6E, diàmetre de 61 km).

## Obres

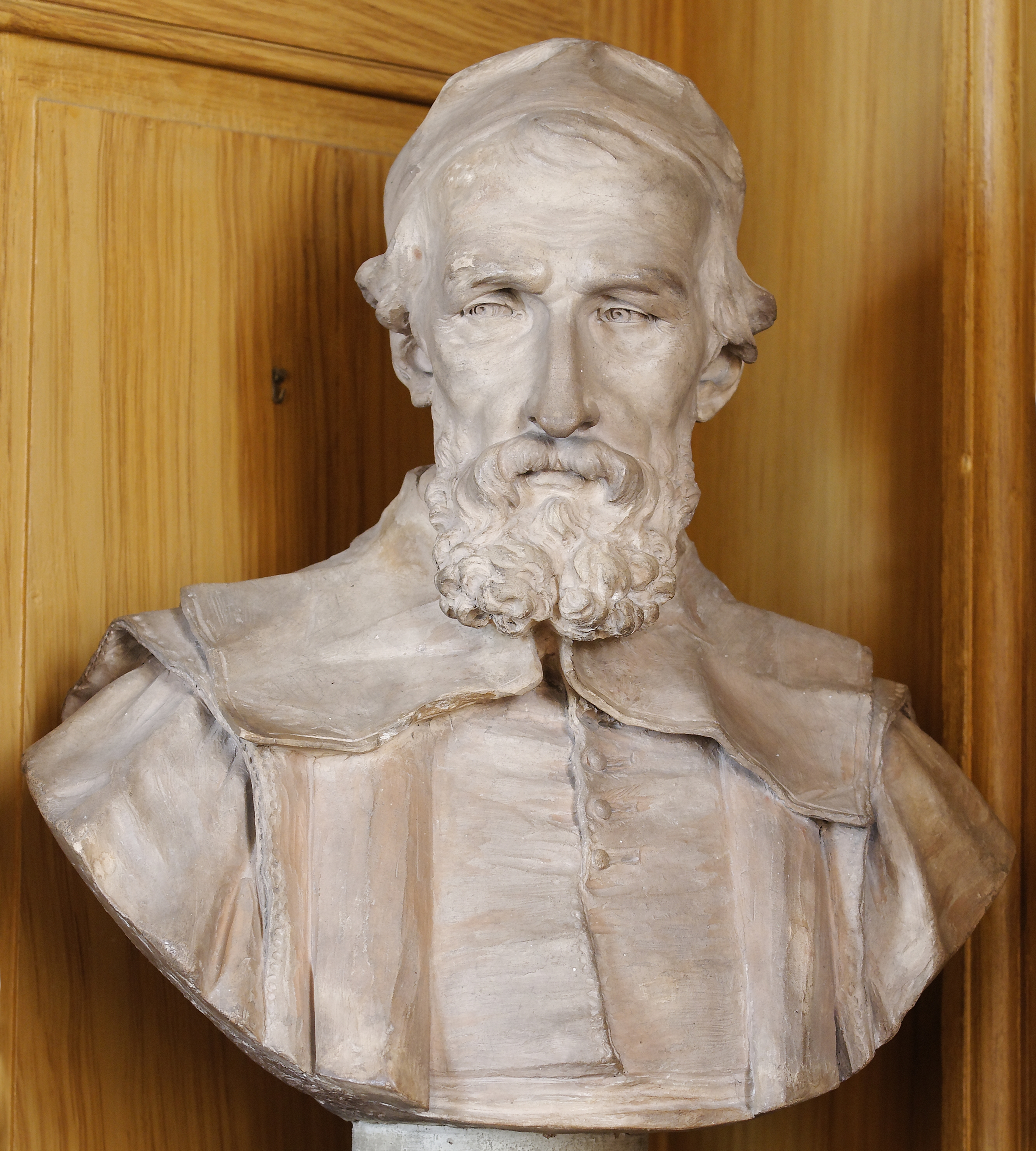
Bust de Peiresc per Caffieri (1787) (Biblioteca Mazarino)

La seva obra publicada és més aviat reduïda. El seu immens saber es va divulgar sobretot gràcies a la correspondència i amb el que en van fer els seus amics i epígons.
- Mémoires
- Bulletin Rubens
- Histoire abrégée de Provence
- Notes inédites de Peiresc sur quelques points d'histoire naturelle
- Lettres à Malherbe (1606-1628)
- Traitez des droits et des Libertés de l'Eglise Gallicano